# Ouham
Ouham est l'une des 20 préfectures de la République centrafricaine.
Sa superficie est de 50 250 km² pour une population de 369 220 habitants en 2003.Le chef-lieu de la préfecture est Bossangoa.

## Situation
La préfecture de l'Ouham, frontalière du Tchad, est située au Nord du pays.
| Logone Oriental | Mandoul        | Moyen-Chari  |
| Ouham-Pendé     | Ouham          | Nana-Grébizi |
|                 | Ombella-M'Poko | Kémo         |

## Administration
La Ouham constitue avec la Ouham-Pendé, la région de la Yadé, numéro 3 de la République centrafricaine. Depuis mai 2002, deux nouvelles localités sont érigées en sous-préfectures : Nanga Boguila et Nana-Bakassa.

### Sous-préfectures et communes
La Ouham est divisée en sept sous-préfectures et 20 communes :
| - Sous-préfecture de Batangafo : - Bakassa - Batangafo - Bédé - Hama - Ouassi - Sous-préfecture de Bouca : - Bouca-Bobo - Fafa-Boungou - Lady-Gbawi - Ouham-Fafa |  |  | - Sous-préfecture de Bossangoa : - Benzambé - Bossangoa - Koro-Mpoko - Ndoro-Mboli - Ouham-Bac - Soumbé - Sous-préfecture de Kabo : - Ouaki - Sido |  |  | - Sous-préfecture de Markounda : - Nana-Markounda - Sous-préfecture de Nana-Bakassa : - Nana-Bakassa - Sous-préfecture de Nanga Boguila : - Nanga Boguila |

Les 20 communes de l'Ouham totalisent 967 villages.
| Sous-préfectures | communes       | superficie (km²) | population (hab. 2015) | villages (nbre 2003) | quartiers (nbre 2003) |
| Batangafo        | Bakassa        | 2 804,00         | 9 549                  | 30                   | 0                     |
| Batangafo        | Batangafo      | 56,44            | 21 613                 | 0                    | 31                    |
| Batangafo        | Bédé           | 3 577,89         | 28 289                 | 57                   | 0                     |
| Batangafo        | Hama           | 1 444,52         | 6 275                  | 19                   | 0                     |
| Batangafo        | Ouassi         | 1 543,17         | 13 493                 | 33                   | 0                     |
| Bouca            | Bouca-Bobo     | 3 231,03         | 24 580                 | 33                   | 40                    |
| Bouca            | Fafa-Boungou   | 7 314,65         | 14 180                 | 48                   | 0                     |
| Bouca            | Lady-Gbawi     | 2 684,02         | 23 350                 | 54                   | 0                     |
| Bouca            | Ouham-Fafa     | 1 401,66         | 6 839                  | 22                   | 0                     |
| Bossangoa        | Benzambé       | 1 477,20         | 30 706                 | 85                   | 0                     |
| Bossangoa        | Bossangoa      | 59,87            | 44 492                 | 0                    | 47                    |
| Bossangoa        | Koro-Mpoko     | 6 295,56         | 11 055                 | 39                   | 0                     |
| Bossangoa        | Ndoro-Mboli    | 2 115,66         | 41 398                 | 108                  | 0                     |
| Bossangoa        | Ouham-Bac      | 1 118,10         | 18 745                 | 66                   | 0                     |
| Bossangoa        | Soumbé         | 698,41           | 10 071                 | 37                   | 0                     |
| Kabo             | Ouaki          | 1 831,74         | 14 391                 | 32                   | 0                     |
| Kabo             | Sido           | 6 693,04         | 36 265                 | 33                   | 20                    |
| Markounda        | Nana-Markounda | 4 417,25         | 22 873                 | 79                   | 0                     |
| Nana-Bakassa     | Nana-Bakassa   | 1 972,63         | 58 138                 | 174                  | 0                     |
| Nanga Boguila    | Nanga Boguila  | 2 155,77         | 27 873                 | 102                  | 0                     |

## Économie
La préfecture se situe dans la zone de cultures vivrières à mil et manioc dominants, maïs, courges et haricots. La culture commerciale dominante est le coton. La pêche fluviale traditionnelle est pratiquée sur la rivière Ouham. L'industrie est constituée par les usines d'égrenage de coton de Bossangoa. L'aire protégée de la Réserve de faune de la Nana-Barya s'étend au nord de la préfecture en limite de la frontière tchadienne.